# StEG I 504–581
Die Dampflokomotiven StEG I 504–581 waren Güterzug-Schlepptenderlokomotiven der Staats-Eisenbahn-Gesellschaft (StEG), die auch vom österreichischen Staat für die k.k. Rakonitz-Protivíner Bahn und die k.k. Tarnów-Leluchówer Staatsbahn beschafft wurden.

## Geschichte
Die StEG beschaffte 1866 bis 1873 diese dreifach gekuppelten Maschinen bei der eigenen Lokomotivfabrik.
Die zunächst mit den StEG-Betriebsnummern 504–581 versehenen Fahrzeuge, erhielten ab 1873 die Nummern 758–835 und die Kategoriebezeichnung IVs.
Als neu beschaffte Lokomotiven dieser Baureihe kamen noch die Nummern 836–859 hinzu.
1897 bekamen sie schließlich die Bezeichnung 3301–3374.

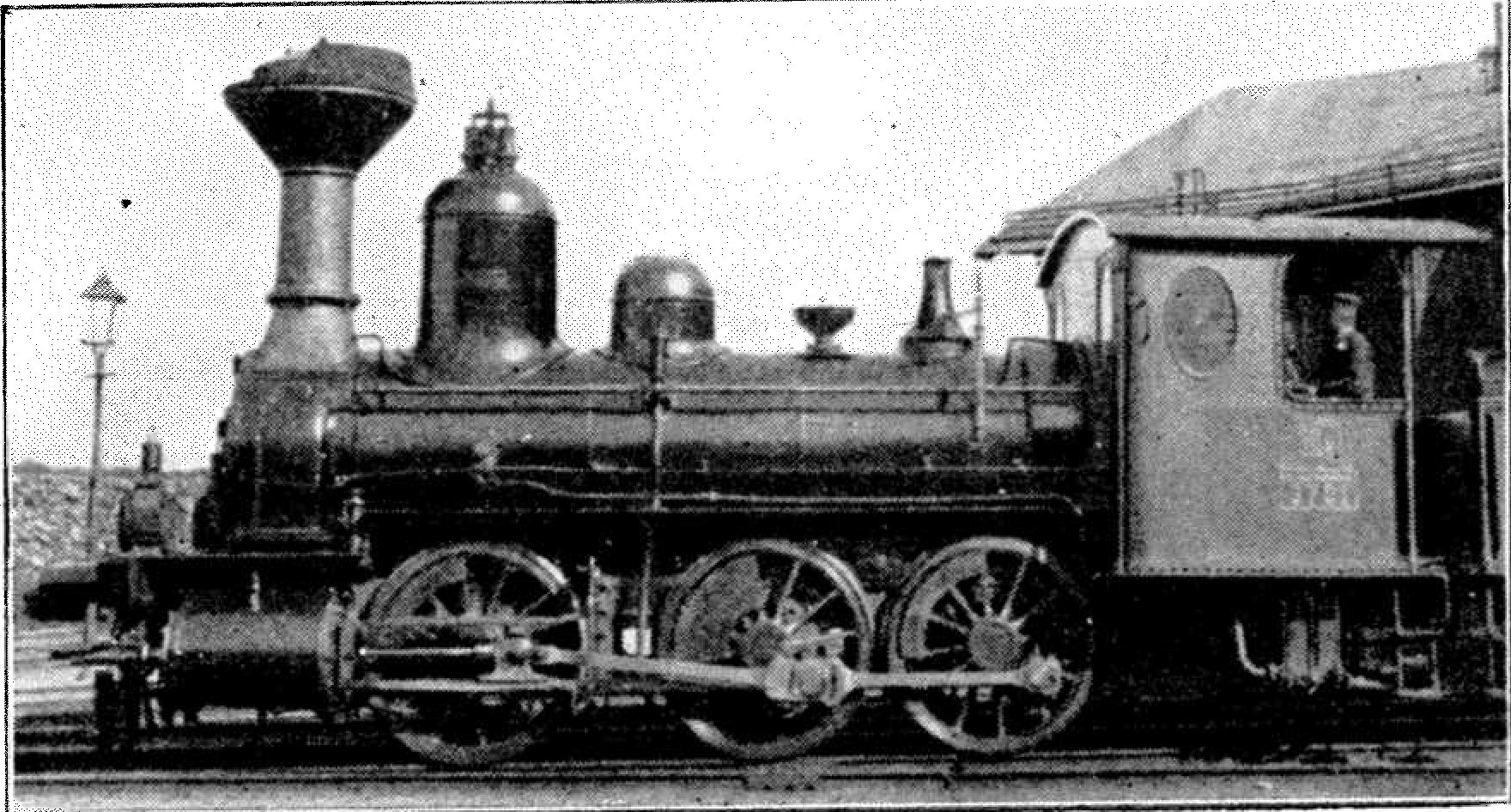
Rakonitz-Protivin (1876) Nr. 201 "Beraun", später kkStB (1885) 37.01, dann (1892) 32.13

Anlässlich der Verstaatlichung der ungarischen Strecken der StEG 1891 kamen 14 Stück dieser Fahrzeuge als IIIm 3061–3074 zur MÁV, die sie ab 1911 der Reihe 358 zuordnete.
Je zwölf wurden 1875 für die Tarnów–Leluchówer Staatsbahn und 1875/76 für Rakonitz–Protivín Bahn gebaut. Bei der Tarnów–Leluchów Staatsbahn erhielten die zwölf Maschinen die Namen BIAŁA, BOBOWA, DUNAJEC, GROMNIK, GRYBÓW, KRYNICA, LELUCHÓW, RYTRO, TARNÓW, TUCHÓW, SZCZAWINCA und ŻEGIESTÓW.
An den Lieferungen für die Rakonitz–Protivíner Bahn waren auch die Lokomotivfabrik Floridsdorf und die Wiener Neustädter Lokomotivfabrik beteiligt.
Die Maschinen hatten die Bahnnummern 201–212 und die Namen BERAUN, BŘEZNIC, MILIN, MIROVIC, PISEK, PŘIBRAM, PROTIWIN, PÜRGLITZ, RAKONITZ, ZDIC, ALTHÜTTEN und STADTL.
Nach der Verstaatlichung wurden die Lokomotiven der Tarnow-Leluchówer Staatsbahn als 32.01–12, die StEG-Maschinen als 32.31–91 und die Lokomotiven der Rakonitz-Protivíner Bahn zunächst als 37.01–12, ab 1892 als 32.13–24 bezeichnet.
Nach dem Ersten Weltkrieg kamen die verbliebenen acht Stück der Rakonitz-Protivíner Bahn als 311.0 und 40 Stück der StEG-Maschinen als 311.1 zur ČSD, die sie bis 1937 ausschied.
Die BBÖ bekam zwei Maschinen der Tarnow-Leluchówer Bahn (32.02 und 03) und drei der StEG-Lokomotiven (32.45, 72 und 76), die sie alle bis 1925 aus ihrem Bestand schied.
Zwei der Lokomotiven der Tarnow-Leluchówer Bahn kamen nach Jugoslawien, eine nach Italien als FS 198.001.
Die restlichen nach dem Krieg verbliebenen Maschinen der Tarnow-Leluchówer Bahn kamen genau so wie einige Maschinen der Rakonitz-Protivíner Bahn zur PKP, die sie ausmusterte, ohne ihnen eine eigene Reihenbezeichnung zuzuweisen.